# اللادينية في الجبل الأسود
الدين في الجبل الأسود (2011)
يشير مصطلح اللادينية في الجبل الأسود بأضيق معانيه إلى اللاأدرية والإلحاد والإنسانية العلمانية والعلمانية بشكل عام. عادة ما يتم تفسير زيادة عدد الأشخاص غير المتدينين من خلال نظرية التحديث التي تتميز بالميل إلى العلمنة وتقدم العلم والتكنولوجيا مما يؤثر بشكل مباشر على المجتمع البشري.
أعلنت ما نسبته 98.69٪ من مجموع سكان الجبل الأسود عن انتمائهم إلى ديانة ما، على الرغم من أن التقيد بدينهم المُعلن قد يختلف على نطاق واسع.
في الإحصاء السكاني لعام 2011، شكل الملحدون، أي أولئك الذين لم يعلنوا أي دين، حوالي 1.24٪ من مجموع السكان، واللاأدريون 0.07٪.
يُعتبر التدين هو الأدنى في منطقة خليج كوتور والعاصمة بودغوريتسا.
البلديات ذات أعلى نسبة من الملحدين هي هرسك نوفي (2.43٪)، كوتور (2.03٪)، بودغوريتسا (1.99٪) وتيفات (1.7٪). في المقابل، توجد أقل نسبة من الملحدين في روجايي، والذين يشكلون 0.01٪ فقط من سكانها.